# Petisco (quadrinhos)
Petisco foi um coletivo brasileiro de quadrinistas independentes que tem como objetivo publicar séries de webcomics que posteriormente ganharam versões impressas. O coletivo foi criado em janeiro de 2011 com sete séries publicadas regularmente (cada uma sendo atualizada em um dia da semana diferente): Nova Hélade (Cadu Simões e Angelo Ron), Nanquim Descartável (Daniel Esteves), Demetrius Dante (Will), Terapia (Mario Cau, Marina Kurcis e Rob Gordon), Calundu e Cacoré (Karlisson), Valkíria (Alex Mir e Alex Genaro), Macacada Urbana (Vencys Lao) e Beladona (Ana Recalde e Denis Mello). Em 2012, o coletivo lançou o livro Petisco Apresenta através de financiamento coletivo pela plataforma Catarse. O livro trouxe histórias curtas inéditas de todas as séries do site, com exceção de Calundu e Cacoré. Em 2013, Petisco Apresenta ganhou o Troféu HQ Mix na categoria "melhor publicação independente de grupo". Em maio de 2021, o coletivo foi encerrado.